# Karisimbi
Il monte Karisimbi è un vulcano in fase di quiescenza nella catena dei Monti Virunga al confine tra Ruanda e Repubblica Democratica del Congo. 

## Geografia
La vetta del Karisimbi è posta ad un'altezza di 4.507 metri sul livello del mare, il che la rende la cima più elevata dei Virunga. Il Karisimbi è affiancato dal Mikeno a nord, dal Bisoke ad est e dal Nyiragongo a ovest.

## Etimologia
Il nome deriva probabilmente da una parola nella lingua locale, Kinyarwanda, il che significa Piccolo Guscio Bianco. Si tratta di un'allusione alla copertura nevosa che alle volte si forma sulla sommità del vulcano.

## Storia
Il 27 febbraio 1908 una spedizione guidata da Egon Von Kirschstein diretta al Branca Crater fu colpita da una tempesta di neve che causò venti vittime tra i portatori.
Tra il Karisimbi e il Bisoke è situato il Karisoke Research Center, fondato da Dian Fossey per osservare i gorilla di montagna che vivono in questa zona. Il centro, che sopravvisse alla morte della zoologa avvenuta nel 1985, ha notevolmente esteso le proprie attività nei decenni successivi.